# Manon (film 1981)
Manon (マノン) è un film del 1981 diretto da Yôichi Higashi con lo pseudonimo Yoichi Azuma.
Il film racconta l'ascesa la caduta di una giovane cortigiana.

## Distribuzione
Distribuito in Giappone dalla Toho-Towa il 26 settembre 1981.